# Pieve di Brivio
La pieve di Brivio o pieve dei Santi Sisinio, Martirio e Alessandro di Brivio (in latino: Plebis Briviensis o Plebis Sanctorum Sisinii, Martirii et Alexandri Briviensis) era il nome di un'antica pieve dell'arcidiocesi di Milano e del Ducato di Milano con capoluogo Brivio.
I patroni erano i santi Sisinnio, Martirio e Alessandro e a loro è ancora oggi dedicata la chiesa prepositurale di Brivio.

## Storia
La prima attestazione documentaria dell'esistenza della pieve di Brivio risale al marzo del 966 quando viene riportato il nome di un presbitero della "plebis sancti Alexandri sita Brivio", custode dell'omonima chiesa documentata fino al mese di marzo del 1073. Già dal 1036 esisteva infatti un'altra chiesa, dedicata ai Santi Sisinio, Martirio e Alessandro, presso la quale fu spostata la sede plebana.
Nel Trecento abbiamo notizie più precise e grazie al "Liber Notitiae Sanctorum Mediolanensis" di Goffredo da Bussero apprendiamo che il collegio canonicale era composto dal prevosto e da undici canonici, che però potevano anche essere dodici, sempre che venisse compreso anche il "magister scholarum", come viene riportato dallo "Status ecclesiae mediolanensis" del XV secolo. La funzione di sede di prepositura è documentata a partire dal 1114. Dopo il concilio di Trento, la chiesa plebana ottenne di essere sede di vicariato.
Col Rinascimento la pieve assunse anche una funzione amministrativa civile come ripartizione locale della Provincia del Ducato di Milano, al fine di ripartire i carichi fiscali e provvedere all'amministrazione della giustizia. Come tutte le pievi costiere dell'Adda, anche quella di Brivio subì sicuramente una decurtazione in seguito alla pace di Lodi che tracciò nel fiume il confine di Stato con la Repubblica Veneta: prima di essa ad esempio, è accertata l'appartenenza alla pieve del comune di Cornello, nucleo dell'odierna Torre de' Busi.
La decadenza della pieve religiosa iniziò con la fine del XVIII secolo quando, nel 1787, le parrocchie della riva orientale dell'Adda vennero staccate dalla diocesi di Milano e assegnate a quella di Bergamo: Sant'Antonio di Sant'Antonio d'Adda, San Biagio di Caprino Bergamasco, San Gottardo, San Michele di Torre de' Busi, San Gregorio, Santo Stefano di Cisano Bergamasco, San Paolo di Monte Marenzo, e Sant'Andrea di Villa d'Adda. Dal punto di vista civile, la pieve amministrativa fu soppressa nel 1797 in seguito all'invasione di Napoleone e alla conseguente introduzione di più moderni distretti che si rivelarono tuttavia effimeri.
A partire dal 1812 la città di Merate, che da sempre era stata sottoposta alla vicaria briviense, si costituì in vicariato autonomo in luogo, e con determinazione del 7 marzo 1854 ad opera dell'arcivescovo Carlo Bartolomeo Romilli, Merate ottenne il grado di prepositura plebana, ottenendo delle parrocchie distaccate sempre dalla pieve di Brivio. Con la medesima disposizione ottocentesca, però, Brivio acquisì le parrocchie di Rovegnate e Perego che originariamente erano comprese nella pieve di Missaglia.
La decadenza si protrasse ancora nel Novecento quando a Sartirana venne elevata una parrocchia dedicata a San Pietro, e nuovamente con decreto del 30 gennaio 1912 ad opera dell'arcivescovo Andrea Carlo Ferrari, le parrocchie di Paderno d'Adda, Robbiate, Verderio Inferiore e Verderio Superiore furono attribuite al vicariato foraneo di Merate. Negli anni seguenti vennero istituite altre quattro parrocchie sul territorio plebano, sino a giungere nel 1972 quando, con le disposizioni dell'arcivescovo Giovanni Colombo di Milano, le pievi milanesi vennero definitivamente soppresse. Oggi il suo antico territorio ricade sotto il decanato di Brivio, comprende 13 parrocchie, e copre un'area di 49,79 km² con una popolazione di 33.011 abitanti nel 1972.

## Territorio
Nella seconda metà del XVIII secolo, dopo la soppressione del comune di Arlate, il territorio della pieve era così suddiviso:
| Pieve civile                            | Pieve ecclesiastica                                                           |
| Comune di Brivio                        | Parrocchia dei Santi Sisinio, Martirio e Alessandro                           |
| Comune di Airuno Comune di Aizuro       | Parrocchia dei Santi Cosma e Damiano                                          |
| Comune di Calco                         | Parrocchia di San Vigilio Parrocchia dei Santi Gottardo e Colombano in Arlate |
| Comune di Imbersago Comune di Sartirana | Parrocchia di San Marcellino                                                  |
| Comune di Merate                        | Parrocchia di Sant'Ambrogio                                                   |
| Comune di Novate                        | Parrocchia di Santo Stefano                                                   |
| Comune di Olgiate Comune di Mondonico   | Parrocchia di San Zeno                                                        |
| Comune di Paderno                       | Parrocchia di Santa Maria Assunta                                             |
| Comune di Robbiate                      | Parrocchia di Sant'Alessandro                                                 |
| Comune di Sabbioncello                  | Parrocchia di San Giorgio                                                     |
| Comune di Verderio Inferiore            | Parrocchia dei Santi Nazaro e Celso                                           |
| Comune di Verderio Superiore            | Parrocchia dei Santi Giuseppe e Fiorano                                       |
| Comune di Bagaggera                     | --                                                                            |

Con la sistemazione dei confini diocesani tra Bergamo e Milano voluti dall'imperatore Giuseppe II d'Asburgo, nel 1787 le otto parrocchie della pieve di Brivio sottoposte a quel punto da più di tre secoli allo Stato Veneto furono staccate e passarono alla diocesi di Bergamo: Sant'Antonio abate di Sant'Antonio, San Biagio vescovo e martire di Caprino, San Michele arcangelo di Torre de' Busi con anche San Gottardo, San Paolo Apostolo di Monte Marenzo, Sant'Andrea apostolo di Villa d'Adda, Santo Stefano protomartire di Cisano con anche San Gregorio.